# کودتای خزنده در سپاه
کودتای خزنده در سپاه اصطلاحی است که برخی از فرماندهان ارشد وقت سپاه پاسداران به نقل از حسینعلی منتظری در سال ۱۳۶۳ برای مجموعه فعالیت‌های گروهی دیگر از فرماندهان سپاه پاسداران به کار برده‌اند. از نظر فرماندهان منتقد، گروهی که تجربه کافی در جنگ نداشته و در جبهه‌های جنگ نیز شرکت نمی‌کردند، با فعالیت‌های امنیتی و سیاسی برای حذف فرماندهان مهم تلاش می‌کرده‌اند و آنها به جای جنگ، در حال فعالیت سیاسی و تسخیر قدرت سیاسی بوده‌اند. برخی از منتقدان در جلسه‌ای که در این مورد برگزار شده، از جمله حسن بهمنی و کاظم رستگار، اگرچه جزو فرماندهان هستند، اما در عملیات بعدی به عنوان بسیجی ساده به خط مقدم می‌زنند و کشته می‌شوند. برخی دیگر از فرماندهان نیز همچون داود کریمی، منصور کوچک محسنی و اکبر گنجی منزوی شده و در ادامه به زندان می‌افتند. در مقابل افرادی که مورد انتقاد قرار می‌گیرند، از جمله حسین نجات، محسن رضائی، سید یحیی رحیم‌صفوی و محمد باقر ذوالقدر می‌توانند در آینده سمت‌های اساسی در سپاه پاسداران را به دست بگیرند.
اگرچه صحبت دربارهٔ این اصطلاح و جلسه مذکور پس از سال ۱۳۶۳ در خاطرات رجال سیاسی و برخی چهره‌های نظامی به شکل محدودی وجود دارد، اما نخستین بار فایل صوتی جلسه مذکور در قالب مستندی به نام «کودتای خزنده در سپاه» در بی‌بی‌سی فارسی پخش شد. پس از خبر پخش این مستند، برخی رسانه‌های نزدیک به سپاه پاسداران اعلام کردند که جلسه غیرمحرمانه و عادی بوده‌است و تلاش برای سیاسی کاری انجام شده‌است. همزمان خبرگزاری‌های وابسته به سپاه پاسداران با سانسور و دستکاری در برخی از قسمت‌های حساس، فایل صوتی به همراه متن جلسه را منتشر کردند. این درحالی است که هیچگاه فایل صوتی جلسه پخش نشده بود و روایت‌های متفاوتی از آن جلسه و به شکل گزیده منتشر شده بود. روایت محمد ابوترابی از اعتراضات سال ۶۳ در کتاب «مردان رستگار» ذکر گردیده بود، چاپ شد، امّا نهادهای مسئول از چاپ مجدّد کتاب جلوگیری کردند.
پس از پخش این فایل صوتی، حسین نجات برخی از منتقدان در جلسه را بخشی از «جریان نفاق» نامید که از «ساده‌لوحی» منتظری سوءاستفاده کرده‌اند. وی همچنین گفت دیگر منتقدان نیز، جریانی «فریب خورده» بودند که «شهید» شدند. حسام‌الدین آشنا پخش این فایل صوتی را «سرقت اسناد جنگی» و «جاسوسی» نامید.

## پیش‌زمینه
پس از سخنان مکرر سید روح‌الله خمینی مبنی بر عدم دخالت نیروهای نظامی در قلمرو سیاسی، برخی فرماندهان ارشد سپاه پاسداران به فعالیت‌های سیاسی برخی چهره‌های سپاه از جمله برخی فرماندهان آن که جناح راست سازمان مجاهدین انقلاب اسلامی را تشکیل می‌دادند، معترض می‌شدند. از نظر معترضان، این گروه دائماً در حال سفر به قم و دیدار با برخی چهره‌هایی خاص در حوزه علمیه قم و فعالیت علیه حسینعلی منتظری بودند. معترضان نیز عموماً اعتراضات خودشان را به حسینعلی منتظری انتقال می‌داند. دومین محل نزاع، موضوع جنگ بود. مدعای آنها این بود که فرماندهی سپاه به روح‌الله خمینی و مردم دروغ می‌گوید و دائماً پیروزی در جنگ را وعده می‌دهند. هر عملیاتی را آخرین عملیات و سرنگونی صدام قلمداد می‌کنند و بدون داشتن برنامه خاصی هزاران تن را به کشتن می‌دهند و سپس در مورد تعداد تلفات نیز به مقامات بالا دروغ می‌گویند. مهم‌ترین درخواست همه معترضان، برکناری محسن رضایی و محسن رفیق‌دوست و عدم دخالت سپاه در سیاست بود. منتظری نیز برخی از خواسته‌ها را به روح‌الله خمینی منتقل کرده‌است و هشدار می‌دهد که در سپاه پاسداران امکان وقوع کودتا وجود دارد. محسن رضایی تاکنون حداقل دوبار خاطره مهمی نقل کرده که مطابق آن، منتظری به خمینی خطر کودتای سپاه را گوشزد کرده‌است.

## نامه فرماندهان معترض سپاه
جمعی از چهره‌های سپاه و مشخصا فرماندهان تیپ ۱۰ سیدالشهدا، بعد از ناکامی عملیات خیبر در تابستان ۶۳، برای انعکاس نگرانی‌های‌شان نامه‌ای ۹۰ صفحه ای به مسئولان ارشد منتشر کردند. آنان بر اساس توصیه منتظری گفته‌های خودشان را مکتوب می‌کنند و سپس به هاشمی رفسنجانی می‌دهند و وی نیز نامه را با حذف اسامی امضاکنندگان، در اختیار فرماندهی کل سپاه قرار می‌دهد. در این نامه آمده‌است که «با شعار این‌که توکل برای پیروزی کافی است، شدیداً تدبیر و تعقل را از صحنه بیرون کرده‌اند… به دلیل این‌که جواب تبلیغات خارجیان را می‌دهیم و برای حفظ روحیه مردم، دروغ‌های بزرگی را در رده‌های مختلف اجرایی می‌گویند که نه تنها نتیجه عکس می‌دهد بلکه مردم را گیج کرده و در ذهن آنها سؤال ایجاد می‌کند… تفکر مسئولین اجرایی عمدتاً یک‌بعدی و بیشتر معطوف به عملیات ساده نظامی است تا عملیات پیچیده و همه‌جانبهٔ سیاسی، اقتصادی، نظامی.» در ادامه نامه تصریح شده: «قوه قضاییه در جنگ فعالیت اصولی و مستمر ندارد، به همین دلیل ضعیفان حسابرسی دقیق می‌شوند اما فرماندهان رده بالا حسابرسی نمی‌شوند و به تخلفات احزاب و سازمان‌ها در جنگ رسیدگی نمی‌گردد… برای توجیه نارسایی‌ها و ضعف‌ها از اعتبار حضرت امام خرج می‌کنند… در جمهوری اسلامی مانند قارچ از زمین انواع قرارگاه به بهانه اداره جنگ سبز می‌شوند. تب قرارگاه مملکت را تسخیر نموده و برای انجام هر کاری قرارگاه احداث می‌کنند… اطاعت بی‌چون و چرا از فرمانده و شورای عالی [سپاه پاسداران] همه زمینه‌ها خط مشی کلی سپاه است که توسط فرماندهی دنبال می‌گردد.» نویسندگان نامه سپس با تأکید بر اینکه «مسئولان و فرمانده کل سپاه از هر طریق کوشش می‌کنند ولایت خود را اثبات کنند» و «هرکس ولایت فرمانده کل سپاه را قبول نداشته باشد منزوی و سرکوب می‌شود»، برکناری محسن رضایی و محسن رفیق‌دوست وزیر سپاه را ضروری می‌دانند: «هر چه سریع‌تر باید فرمانده و وزیر سپاه تعویض شوند، زیرا خودشان عامل اصلی ضعف‌ها و نارسایی‌ها هستند.»

## جلسه ۵ آذر ۶۳
در پی انتشار یک سند تاریخی و محرمانه در سال ۹۹، روایت جدیدی از اختلافات درون سپاه پاسداران مشخص شد. در پی شکست‌های پیاپی ایران در خاک عراق، جلسه مهمی در مرکز فرماندهی جنگ برگزار می‌شود که در آن فرماندهی سپاه مورد انتقاد سپاهیان ناراضی قرار می‌گیرد. در این جلسه به نقش حسین طائب در نفوذ جریان سیاسی مصباح یزدی به این نهاد، و اقدامات حسین نجات در پرونده سازی امنیتی برای سپاهیان منتقد اعتراض می‌شود. به علاوه، انتصاب مدیران ناآشنا با جنگ، از جمله محسن رضائی و محمدباقر ذوالقدر، به مسئولیت‌های کلیدی مورد انتقاد قرار می‌گیرد. از نظر منتقدان، برخی به جای جنگ، در حال فعالیت سیاسی و تسخیر قدرت سیاسی هستند. برخی معترضان از فرماندهانی انتقاد می‌کنند که «می‌نشینند توی قرارگاه، توی لندکروزها، اما وقتی عملیات شروع می‌شود، نیروی بسیج… رها می‌شود به امید خدا.» آنها در مقابل، به برخورد حذفی با فرماندهان مهم نظامی همچون داود کریمی، علی موحد دانش یا احمد متوسلیان انتقاد دارند و در مورد وقوع «کودتای خزنده در سپاه» هشدار می‌دهند. حسن بهمنی، معاون وقت طرح و عملیات سپاه تهران و مسئول عملیات تیپ ۱۰ سیدالشهدا در این جلسه می‌گوید: «اصل قضیه این است که همین الان، برادر محسن رضایی همه می‌دانند که ایشان قبل از اینکه به عنوان فرمانده کل سپاه منصوب بشوند از مسائل نظامی اطلاع نداشتند، بعد از این هم که منصوب شدند توی قرارگاه‌ها نشسته‌اند با دستیاران‌شان. کسانی هم که توی قرارگاه‌ها می‌نشینند چیزی یادنمی‌گیرند. بچه‌هایی هم که مثل حاج علی موحد، حاج احمد متوسلیان، توی دل خون و آتش آن چیزهایی که باید یاد بگیرند [را یادمی‌گیرند] منزوی می‌شوند. اصل قضیه و مشکلات ما در اینجا نهفته‌است که فرماندهی ما آن طوری که باید و شاید نمی‌تواند در جنگ کار بکند.» یک از منتقدان در جلسه می‌گوید: «می‌دانیم برادر [حسین] نجات فکرش چه هست… چه برخوردهایی می‌خواسته بکند با بچه‌ها… مطمئن باشید که از برادران حفاظت اطلاعات نمی‌ترسیم»، و دیگری نیز هشدار می‌دهد: «آقای نجات [و همراهانش] توی اطلاعات ستاد مرکزی برای آقای منتظری پرونده درست کرده بودند.» محسن رضایی در پاسخ به بخشی از اعتراضات اعلام می‌کند منصوب روح‌الله خمینی است و فرماندهی جنگ با شخص وی نیست. یک معترض ناشناس دیگر فرمانده سپاه را خطاب می‌کند: «شما می‌گویید فرماندهی جنگ با من نیست. اما مسئولیت آموزش نظامی با شماست، حداقل شما تعیین می‌کنید. برادر ذوالقدر، به گفته تمام برادرهای آموزش نظامی، حداقل تا این ساعت یک تیر کلاشینکف خالی نکرده، شما به عنوان مسئول آموزش نظامی گذاشتیدش که رکن اساسی جنگ است. الان ما چقدر تربیت کرده‌ایم فرمانده گردان، گروهان، تیپ؟ چونکه… آقای ذوالقدر با شما دوستند. من نمی‌دانم. این قدر ما فرمانده‌های نظامی خوب داریم. آموزش نظامی داریم. شما اینها را… به کار نگرفتید… شما بهترین نفراتی که در سپاه بودند و با خود شما همرزم بودند، آنها را گذاشتید کنار.»
بیشتر منتقدان این جلسه اگرچه بعضاً جزو فرماندهان هستند، اما چون به مدیران ارشد سپاه اعتقاد ندارند، در عملیات بعدی به عنوان بسیجی ساده به خط مقدم می‌زنند و کشته می‌شوند.

## برخورد با منتقدان
محسن رضایی و نزدیکانش بلافاصله پس از جلسه مذکور زمینه‌سازی برای برخورد با منتقدان را شروع می‌کنند. اکبر هاشمی رفسنجانی در خاطرات همان روز می‌نویسد: «بعداز ظهر، آقایان محسن رضایی و محسن رفیق‌دوست و سیدجلال ساداتیان [مسئول دفتر وقت هاشمی] آمدند. گزارش مراسم معرفی فرمانده سپاه پاسداران تهران را آوردند که عده‌ای از مخالفان، شلوغ و اغتشاش کرده بودند. اجازه تعقیب آنها را می‌خواستند.» رضایی چهار روز قبل هم، با درخواست «برخورد خشن» با منتقدانش به سراغ فرمانده جنگ رفته‌است. در خاطرات اول آذر ۱۳۶۳ هاشمی رفسنجانی آمده: «پیش از ظهر، آقای محسن رضایی آمد. از تحرک مخالفانش در سپاه و کارشکنی در منطقه تهران، علیه فرماندهی سپاه اظهار ناراحتی شدیدی و درخواست اجازه برخورد خشن‌تر و تنبیه مخالفان را داشت.» درخواست محسن رضایی، ظاهراً پس از آن صورت می‌گیرد که او در استان کرمانشاه، که آن زمان باختران نام داشت، تجربه سختی را پشت سر می‌گذارد. در خاطرات ۲۵ آبان هاشمی رفسنجانی آمده: «آقای محسن رفیق‌دوست اطلاع داد که امروز در باختران، در جلسه‌ای از طرف بعضی از پاسداران به محسن رضایی فرمانده سپاه پاسداران اعتراض و اهانت شده‌است.»
در خاطرات حمید داوودآبادی از مورخان جنگ ایران و عراق آمده که در ابتدی جلسه‌ای در پادگان ابوذر در در پاییز ۶۳، مجری مراسم اسامی عباس کریمی فرمانده وقت لشکر ۲۷ و معاونش محمدرضا دستواره را، به همراه کاظم رستگار فرمانده تیپ ۱۰ و معاونش می‌خواند که قاعدتاً در آن زمان، احمد غلامی بوده. مجری این فرماندهان را صدا می‌کند تا پهلوی محسن رضایی بنشینند، ولی هیچ‌کدام جلو نمی‌آیند. پس از اختلاف‌هایی که پیش می‌آید، برخورد محسن رضایی با منتقدان آغاز می‌شود: «از روز بعد، لندکروزهای حفاظت اطلاعات سپاه، در پادگان چرخ می‌زدند و مثل فیلم‌های سیاسی - پلیسی، هر کس را که قبلاً شناسایی کرده بودند -و اکثراً بچه‌های لشکر ۱۰ بودند- دستگیر کرده و با خود می‌بردند. به دستور زرمخی مسئول تبلیغات، عکس‌های منتظری از اتاق‌ها پایین کشیده شد… [به گفته یکی از نیروهای اطلاعات و عملیات] دیشب، در ساختمان فرماندهی لشکر سیدالشهدا، ۶ ساعت جلسه بین محسن رضایی و مخالفین او بوده که کاظم رستگار جلوی محسن ایستاده و گفته که چرا نیروهای مجاهدین انقلاب را به کار می‌گیری و محسن هم همان‌جا جلوی همه گفته که تو منافق هستی و من می‌دهم به جرم نفاق دادگاهیت کنند.» کاظم رستگار فرمانده تیپ ۱۰ در عملیات بعدی به عنوان بسیجی ساده شرکت کرد و کشته شد. بهمنی و شیری دو فرمانده دیگر منتقد در این جلسه نیز، به عنوان بسیجی به عملیات می‌روند و در کنار کاظم رستگار کشته شدند. علی صنیع‌خانی از فرماندهان سابق سپاه در این مورد می‌گوید: «این بچه‌ها به‌شدت مظلوم بودند… این مظلومیت باید آشکار شود که به اینها چه ظلمی شده‌است. درمورد شهید رستگار حتی اجازه ندادند در پادگان خودش تشییع شود. اصلاً کجا می‌بینید که رستگار یا بهمنی مطرح باشند، مگر کم کسانی بودند؟»
علی موحد دانش، که حسن بهمنی در جلسه ۵ آذر از «منزوی» شدن او سخن می‌گوید، پیش از کاظم رستگار، فرماندهی تیپ ۱۰ سید الشهدا را بر عهده داشت، بعد از عملیات مسلم بن عقیل در مهر ۶۱، از فرماندهی تیپ کناره‌گیری می‌کند و در فروردین ۶۲، در عملیات والفجر ۱ به عنوان بسیجی به جبهه می‌رود. وی در ۱۳ مرداد ۶۲، در جریان عملیات والفجر ۲ کشته می‌شود.
داود کریمی نیز تا اسفند ۵۹ فرمانده ستاد عملیات جنوب و از طراحان رفع حصر آبادان بوده و سپس فرمانده سپاه تهران شده، اما در سال ۶۳ هیچ سِمتی ندارد. وی سال بعد، در عملیات والفجر۸ به عنوان یک داوطلب معمولی به منطقه عملیاتی فاو می‌رود و بر اثر حمله عراقی‌ها شیمیایی می‌شود. در نهایت به او به جرم دفاع از منتظری به زندان می‌افتد. علی صنیع‌خانی دربارهٔ کریمی با ذکر «بچه‌های تهران او را درحد فرمانده کل سپاه می‌دیدند» می‌گوید: «وقتی داود به فرماندهی سپاه تهران آمد احساس خطر کردند و او را به منطقه ۷ [غرب] فرستادند.»
منصور کوچک محسنی نیز، که پس از ربوده شدن احمد متوسلیان دومین فرمانده نیروهای اعزامی سپاه به سوریه می‌شود، پس از ماجراهای سال ۶۳ به‌طور کلی به حاشیه می‌رود. او در ادامه جنگ، به عنوان نیروی داوطلب ساده در جبهه‌ها حضور می‌یابد. کوچک محسنی در سال ۷۱، به خاطر حمایت از منتظری دستگیر می‌شود و برای چند ماه به زندان می‌رود. پس از آن هم، عمدتاً در انزوا به سر برده‌است.